# المدخل لعلم تفسير كتاب الله (كتاب)
المدخل لعلم تفسير كتاب الله تعالى، هو كتاب ألفه أبو النصر أحمد بن محمد بن أحمد السمرقندي الحدادي، شيخ الإقراء، تلقى العلم عن جمع كبير من العلماء، منهم: أبو يحيى محمد بن سليمان الخياط، وأبو القاسم الفسطاطي، وأبو القاسم الضرير، والخزاز، وأبو حفص الكتاني، والمؤلف له عدة مؤلفات منها: المدخل لعلم تفسير كتاب الله، والموضح في علم التفسير، والغنية في القراءات، وقد توفي بعد الأربعمائة.
هذا الكتاب من الكتب المؤلفة في علوم القرآن الكريم والتفسير، وقد جعله المؤلف بمثابة المفتاح لمن أراد أن يتدبر كتاب الله، فالكتاب ليس في تفسير القرآن الكريم ولكن في بيان قواعد من العربية والنحو والتفسير والبلاغة لا يمكن أن يلج أحد إلى تفسير كلام الله وهو يجهلها. وقد أبان المؤلف عن موضوع الكتاب فقال: «جعلته مدخلا لعلم تفسير كتاب الله تعالى ومعانيه، وتنبيها على ما غمض من طرقه ومبانيه، وردا على الملحدين الطاعنين في كتاب الله لقصور علمهم عن افتنان لطائف لغة العرب وفصاحتها ومذاهبها في الحذف والاختصار والإيجاز والتكرار والتقديم والتأخير...الخ»
وقد ذكر المؤلف سبب تأليف الكتاب فقال: «إني لما فرغت من تصنيف كتاب» الموضح لعلم القرآن«صنفت كتابي هذا تحفة مني لولدي» محمد نعمة الله«وصلة مني إياه، وهدية له ولسائر إخواني من المسلمين رضي الله عنهم أجمعين، وجعلته مدخلا لعلم تفسير كتاب الله ومعانيه».
ومن مميزات الكتاب: أنه تفرد الكتاب بهذا الموضوع، فالتأليف فيه قليل ونادر، فقد ذكر أبوابا يحتاج إليها المفسر والمتدبر لكتاب الله، وكذلك الاستطراد فإنه وإن كان لا يحسن في مواضع إلا أنه يحسن في مواضع أخرى، والمؤلف يستطرد في عدد من الأبواب فيذكر ما لا يتعلق بالباب لكنه في المجمل يتعلق بموضوع الكتاب، كما أنه يكثر من الاستشهاد بالأمثال العربية.
|}

## عنوان الكتاب
المدخل لعلم تفسير كتاب الله تعالى

## المؤلف
أبو النصر أحمد بن محمد بن أحمد السمرقندي الحدادي، شيخ الإقراء، تلقى العلم عن جمع كبير من العلماء، منهم: أبو يحيى محمد بن سليمان الخياط، وأبو القاسم الفسطاطي، وأبو القاسم الضرير، والخزاز، وأبو حفص الكتاني، والمؤلف له عدة مؤلفات منها: المدخل لعلم تفسير كتاب الله، والموضح في علم التفسير، والغنية في القراءات، وقد توفي بعد الأربعمائة.

## قالوا عنه
قال عنه ابن الجزري: «إمام بارع ناقل رحال».

## الموضوع العام للكتاب
هذا الكتاب من الكتب المؤلفة في علوم القرآن الكريم والتفسير، وقد جعله المؤلف بمثابة المفتاح لمن أراد أن يتدبر كتاب الله، فالكتاب ليس في تفسير القرآن الكريم ولكن في بيان قواعد من العربية والنحو والتفسير والبلاغة لا يمكن أن يلج أحد إلى تفسير كلام الله وهو يجهلها.
وقد أبان المؤلف عن موضوع الكتاب فقال: "جعلته مدخلا لعلم تفسير كتاب الله تعالى ومعانيه، وتنبيها على ما غمض من طرقه ومبانيه، وردا على الملحدين الطاعنين في كتاب الله لقصور علمهم عن افتنان لطائف لغة العرب وفصاحتها ومذاهبها في الحذف والاختصار والإيجاز والتكرار والتقديم والتأخير...الخ" 

## سبب تأليف الكتاب
ذكر المؤلف سبب تأليف الكتاب فقال: «إني لما فرغت من تصنيف كتاب» الموضح لعلم القرآن«صنفت كتابي هذا تحفة مني لولدي» محمد نعمة الله«وصلة مني إياه، وهدية له ولسائر إخواني من المسلمين رضي الله عنهم أجمعين، وجعلته مدخلا لعلم تفسير كتاب الله ومعانيه».

## محتويات الكتاب
قسم المؤلف كتابه إلى عدة أبواب، وجعل كل باب عدة فصول، وأهمها:
1/ الباب الأول: في قوله تعالى: {الْحَمْدُ لِلَّهِ رَبِّ الْعَالَمِينَ} [الفاتحة: 2]
2/ باب ما جاء بعد القول.
3/ باب انتصاب الأسماء على المصادر.
4/ باب العدول من المخاطبة إلى الغائب.
5/ باب حذف جواب القسم.
6/ باب الاستعارة.
7/ باب ما جاء على صيغة المستقبل ومعناه الماضي.
8/ باب الواوات.
9/ باب الفعيل بمعنى المفعول.
10/ باب التكرار.
11/ باب ذكر العموم الذي أريد به الخصوص.
12/ باب إدخال الباء في الكلام صلة.
13/ باب المجاز والاستعارة.
14/ باب الأفعال.
15/ باب معاني النون.
16/ باب معاني الباءات.
17/ باب الهمزتين إذا اجتمعتا في كلمة.

## منهجه في الكتاب
يذكر المؤلف أبواب العربية والنحو والبلاغة، فيذكر مثلا: باب البدل والمبدل منه، وباب ما جاء بعد القول، وفي نهاية كل باب من هذه الأبواب يذكر الآيات القرآنية التي تدخل في هذا الباب.

## مميزات الكتاب
1/ تفرد الكتاب بهذا الموضوع، فالتأليف فيه قليل ونادر، فقد ذكر أبوابا يحتاج إليها المفسر والمتدبر لكتاب الله.
2/ الاستطراد وإن كان لا يحسن في مواضع إلا أنه يحسن في مواضع أخرى، والمؤلف يستطرد في عدد من الأبواب فيذكر ما لا يتعلق بالباب لكنه في المجمل يتعلق بموضوع الكتاب.
3/ يذكر وينقل أقوال السلف والعلماء في الموضوعات التي يذكرها.
4/ كثرة الشواهد القرآنية.
5/ سعة اطلاع المؤلف على أشعار العرب، خاصة الجاهلية؛ حيث يذكر شواهد كثيرة.
6/ الاستشهاد بالأمثال العربية. [مقدمة المدخل لتفسير كتاب الله لأبي نصر السمرقندي، دار القلم، صفوان عدنان داوود (ص: 44)]

## طبعات الكتاب
طبعة دار القلم بتحقيق صفوان عدنان داوودي، طبع عام 1408هـ.

## أهمية الموضوع
تظهر أهمية التعريف بهذا الكتاب في أنه من الكتب القليلة في هذا الباب، فهو مؤلف في عدة علوم مختلفة تتعلق بعلوم القرآن والتفسير، فيحتاج إليها المتدبر لكتاب الله والمفسر والمقرئ، كما أنه أكثر من الاستشهاد بالشعر والأمثال العربية.